# Motorama (film)
Pour les articles homonymes, voir Motorama (homonymie).
Pour plus de détails, voir Fiche technique et Distribution.
Motorama est un film américain réalisé par Barry Shils et sorti en 1991.

## Synopsis
Gus, un jeune garçon âgé de 10 ans, fuit le domicile familial pour parcourir l'Amérique au volant d'une voiture volée, s'arrêtant aux stations-service pour obtenir des cartes du jeu de grattage Motorama, dans l'espoir d'obtenir les huit cartes qui lui permettront de gagner le magot de 500 millions de dollars.

## Fiche technique
- Titre : Motorama
- Réalisation : Barry Shils
- Scénario : Joseph Minion
- Production : Donald P. Borchers
- Musique : Andy Summers
- Photographie : Joseph Yacoe
- Montage : Peter H. Verity
- Dates de sortie :
  - Canada : 10 septembre 1991 au Festival international du film de Toronto
  - États-Unis : 13 janvier 1993

## Distribution
(par ordre d'apparition à l'écran)
- Jordan Christopher Michael : Gus
- Susan Tyrrell : La serveuse du Wagon Wheel
- John Diehl : Phil, le pompiste au cerf-volant
- Robert Picardo : Jerry, le policier
- Jack Nance : Le gérant du motel
- Garrett Morris : Andy, du garage Andy & Lou's
- Michael J. Pollard : Lou, du garage Andy & Lou's
- Flea : Le garçon de salle de la cafétéria
- Sandy Baron : Darrell, l'homme qui enlève Gus
- Mary Woronov : La femme qui enlève Gus
- Paul Willson : Le cuisinier de la cafétéria
- Drew Barrymore : La fille du rêve
- Meat Loaf : Vern, le motard qui fait le bras de fer
- Dick Miller : Le joueur de fer à cheval sur l'aire de pique-nique
- Allyce Beasley : La réceptionniste de la compagnie Chimera Gas
- Robin Duke : Mme Lawton, la secrétaire de la compagnie Chimera Gas
- Shelley Berman : Le conducteur millionnaire
- Vince Edwards : Le médecin
- Charles Tyner : L'homme mourant

## Commentaires

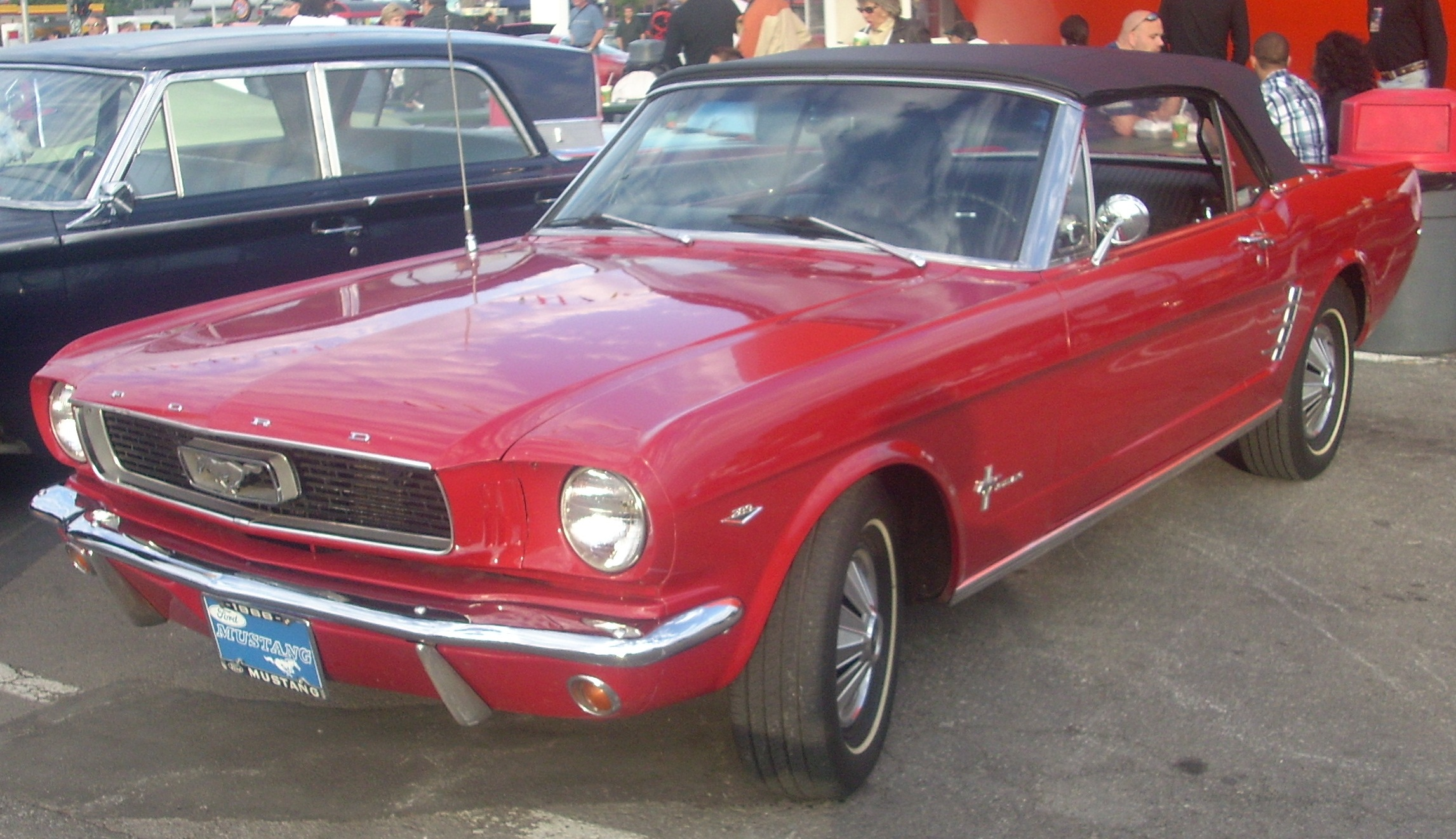
Le jeune Gus parcourt une Amérique fictive au volant d'une Ford Mustang 66.

Le film se déroule dans une Amérique surréaliste. Au volant de sa voiture (ce qui ne semble surprendre personne), une Ford Mustang rouge convertible de 1966, le jeune Gus traverse plusieurs États imaginaires annoncés par des panneaux, tels que South Lydon (« The Lonesome State »), Tristana (« The Green State ») ou Bergen (« The Long State »).
« Motorama » est le nom du jeu de grattage fictif auquel Gus espère gagner. La règle du jeu est indiquée au dos de chaque billet : "Grattez le disque doré. Toute combinaison de cartes formant le mot MOTORAMA rend son propriétaire éligible au grand prix de 500 millions de dollars. D'autres combinaisons rendent leur propriétaire éligible à des prix plus modestes. Renseignez-vous auprès de votre station-service participante. Les cartes Motorama seront offertes pour toute commande d'un minimum de 5 dollars. Il n'y a aucune limite d'âge. Ce concours n'a pas de date limite."
Les billets sont en forme de losange rouge. Chaque billet peut contenir l'une des 5 lettres A, M, O, R, T permettant de former le mot MOTORAMA, ou le mot « Sorry » (« Désolé ») si le billet est simplement perdant. De plus, chacune des 8 lettres doit avoir la même couleur que celle du logo original, il faut donc obtenir un M bleu et un M rose, un O bleu et un O vert, un T vert, un R jaune, un A orange et un A bleu.
Le jeu s'avère être un attrape-gogo, les personnes ayant réussi à rassembler huit billets gagnants étant simplement « éligibles au grand prix » et non gagnantes, comme le précise le règlement, qui précise également que le jeu n'a aucune date limite, permettant ainsi aux organisateurs de ne jamais avoir à désigner un gagnant.
Gus rencontre de nombreux personnages hauts en couleur : un pompiste qui a attaché à un cerf-volant une photo de lui-même en compagnie d'un policier et s'applique à la faire voler le plus haut possible, dans l'espoir d'une rédemption divine ; le gérant d'un motel, particulièrement suspicieux à l'encontre de Gus, et qui aime chasser les écureuils ; un jeune couple qui utilise l'arrière de la voiture de Gus pour s'envoyer en l'air ; un garçon de salle un peu simplet ; un couple qui enlève Gus après l'avoir trouvé en train de siphonner leur voiture ; un motard qui défie Gus au bras de fer ; un père de famille ruiné par Gus et qui abandonne ses deux enfants, ou encore un homme mourant qui a sa vie durant cherché la lettre R qui lui permettrait de former le mot MOTORAMA, prénommant même ses enfants Ralphy, Ronny, Rosemary et Reggie dans l'espoir d'obtenir la lettre tant convoitée ...
Les billets utilisés dans le film et censés être des dollars sont eux aussi fictifs, leur apparence est proche de celle du florin néerlandais.

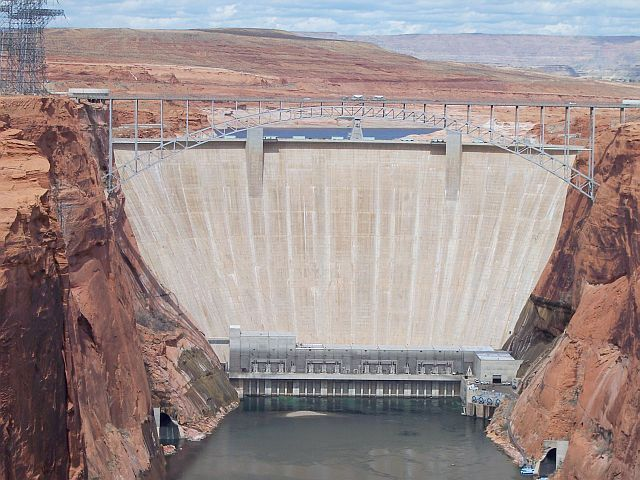
Le barrage de Glen Canyon au-dessus duquel Gus jette par inadvertance un billet gagnant.

Certaines séquences du film ont été tournées aux alentours du lac Powell et de la ville de Page (Arizona). On peut aussi voir Gus conduire au-dessus du barrage de Glen Canyon. L'entrée vers la ville fictive d'Essex est en réalité l'entrée de service du barrage.
L'actrice Drew Barrymore, encore peu connue, fait une apparition dans une séquence de rêve où, vêtue d'un pagne au bord d'une plage, elle félicite Gus pour avoir gagné le concours Motorama, avant de le repousser car il n'a pas encore gagné.
Motorama a été présenté hors compétition au Festival international du film fantastique d'Avoriaz 1993.
Le film a donné son nom au groupe Motorama : « C’est une idée de notre premier bassiste. Il avait vu un film appelé Motorama avec Drew Barrymore. Nous trouvions que ça sonnait bien sans savoir de quoi parlait le film ... »
Le film Interstate 60 sorti en 2002 voit également un jeune homme entreprendre un voyage sur une route imaginaire des États-Unis.